# Clemens Arvay

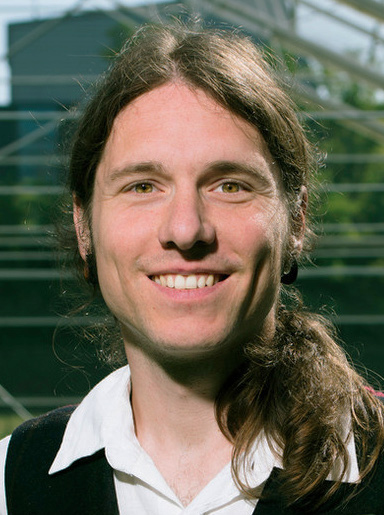
Clemens G. Arvay (2017)

Clemens Georg Arvay (* 22. Juli 1980 in Graz; † 18. Februar 2023) war ein österreichischer Sachbuchautor. Der Schwerpunkt seiner Publikationen liegt auf der Darstellung von Zusammenhängen zwischen Ökologie und Gesundheit.
Ab 2020 trat Arvay mit ablehnenden Äußerungen zu den Impfmaßnahmen gegen die COVID-19-Pandemie an die Öffentlichkeit und wurde zu einem der bekanntesten Corona-Impfskeptiker im deutschsprachigen Raum. Mediale Aufmerksamkeit zogen insbesondere seine nach dem Urteil von Experten irreführenden Schlussfolgerungen über das Verhältnis zwischen Nutzen und Risiko der Corona-Impfstoffe nach sich.

## Leben
Nach einer Buchbinderlehre und Abendmatura studierte Clemens Arvay zunächst Landschaftsökologie an der Universität Graz und erlangte den akademischen Grad Bakkalaureus der technischen Wissenschaften. 2007 beendete er ein Masterstudium der Angewandten Pflanzenwissenschaften an der Universität für Bodenkultur Wien als Diplomingenieur. Seine Masterarbeit zum Thema Subsistenz in Österreich schrieb er am Institut für Gartenbau.
In den Jahren 2010 und 2011 arbeitete Arvay als Qualitätsmanager für die Biomarke Zurück zum Ursprung der Supermarktkette Hofer. Danach wechselte er im Jahr 2011 kurzzeitig als Mitarbeiter zur österreichischen Umweltschutzorganisation Global 2000. Ab 2012 war er ausschließlich als freischaffender Sachbuchautor tätig. Arvay war Mitglied im Forum Wissenschaft & Umwelt. Als Autor behandelte er gesundheitliche Zusammenhänge zwischen Mensch und Natur. Einige seiner Bücher wurden zu Bestsellern.
Im März 2021 begann Arvay ein Doktoratsstudium am Institut für Biologie der Universität Graz. Das geplante Thema war der Einfluss von Zirbenwäldern im Naturpark Zirbitzkogel auf das Immunsystem.
Arvay starb am 18. Februar 2023 im Alter von 42 Jahren durch Suizid. Er hatte einen Sohn.

## Publikationen und Rezeption (Auswahl)

### Lebensmittelerzeugung
Einer breiten Öffentlichkeit wurde der Autor im Jahr 2012 durch sein zweites Sachbuch unter dem Titel Der große Bio-Schmäh bekannt. Ein Jahr danach sprach sich Arvay in dem Buch Friss oder stirb dafür aus, den „Machthunger der Lebensmittelkonzerne“ zugunsten regionaler, kleinstrukturierter Landwirtschaft einzudämmen. Im weiteren Verlauf seiner Autorentätigkeit beschäftigte sich Arvay wieder mit den Auswirkungen industrieller Landwirtschaft, in seinem 2014 publizierten Buch Hilfe, unser Essen wird normiert! vor allem mit der künstlichen Normierung von Lebensmitteln durch Politik und Wirtschaft sowie der Arbeitsweise großer Saatgutkonzerne.

### Ökologie und Gesundheit
Über sein 2015 erschienenes Buch Der Biophilia-Effekt schrieb die Redaktion von MDR Wissen, Arvay habe sich intensiv mit den Untersuchungen zur Heilkraft des Waldes beschäftigt. Er erkläre, wie „Waldbaden“ überhaupt wirke. Er vertritt darin unter anderem die These, dass Waldspaziergänge das Immunsystem stärken und der Krebsprävention dienen. Er habe das aus Japan kommende „Waldbaden“ im deutschen Sprachraum populär gemacht, so Ruediger Dahlke, der auch das Vorwort schrieb. Einige der Terpene, die man im Wald einatme, habe er sogar als „Anti-Krebs-Terpene“ beschrieben. Arvay selbst benutzt hierfür den Begriff der „Waldmedizin“.
Unter dem Titel Der Heilungscode der Natur setzte er sich mit den positiven Auswirkungen von Pflanzen und Tieren auf das menschliche Immunsystem auseinander. Hier spanne Arvay „in sieben Kapiteln den Bogen von der Heilkraft der Bäume, über die heilsame Begegnung von Mensch und Tier, bis zur Ökopsychosomatik, die in diesem Buch weit über reine Umwelttoxikologie hinausgeht“, schrieb die Energie- und Umweltagentur des Landes Niederösterreich. Arvay habe in Der Heilungscode der Natur versucht, die gesundheitlichen Biophilie-Effekte zu benennen und medizinisch anwendbar zu machen. Er sei jedoch gescheitert, schrieb Martin Kugler, Wissenschaftsredakteur der Tageszeitung Die Presse. Arvays Überlegungen verstiegen sich zwar nicht in die Esoterik, doch seien „die Studien, auf die er sich bezieht, und seine Argumentation […] ziemlich lückenhaft, der Text strotzt vor Spekulationen wie etwa jener, dass Tumoren ‚auch eine Folge der gestörten Mensch-Natur-Beziehung‘ seien.“

### COVID-19 und Impfstoffentwicklung
In seinem im September 2020 erschienenen Buch Wir können es besser versuchte Arvay eine Analyse der Entstehung und des Verlaufs der COVID-19-Pandemie. In einem Artikel der Wochenzeitung Die Zeit schrieb Harald Martenstein, Arvay vertrete in dem Buch „die These, dass Corona eine Folge unserer Umweltsünden sei“. Der Public-Health-Experte Martin Sprenger beschrieb in der Wochenzeitung Falter, wie Arvay sein Buch aufbaute. Beispielsweise schildere Arvay im ersten Kapitel, wie die Zerstörung von Ökosystemen den Ausbruch dieser Pandemie begünstigt habe. Dort gehe er auch „auf die wichtige Rolle der Luftverschmutzung für die Häufigkeit und den Schweregrad von Lungenerkrankungen ein“. Sprenger kritisierte das Kapitel Irrweg eines Corona-Impfstoffs. Dieses sei zwar gut geschrieben und mit wissenschaftlichen Quellen belegt, passe aber „irgendwie nicht in dieses Buch“. Eine gesundheitsökologische Perspektive komme da an ihre Grenzen. Impfungen seien „thematisch doch weit weg von den ökologischen Ursachen und Faktoren in dieser Pandemie“. Laut Sprenger müsse man Arvay jedoch zugutehalten, dass die Sprache in seinem Buch immer sehr differenziert bleibe. Dies sei gerade bei einem emotionalen Thema wie Impfungen sehr wichtig.
In einem Artikel in der Schweizerischen Ärztezeitung trat Arvay als Kritiker der Impfstoffentwicklung gegen SARS-CoV-2 auf. Die Fachzeitschrift veröffentlichte daraufhin eine Replik des mRNA-Forschers und Unternehmers Steve Pascolo, nach der Arvay „mRNA-Impfstoffe fälschlicherweise mit gefährlichen Nebenwirkungen in Verbindung“ gebracht habe.
Arvay äußerte sich ebenfalls in verschiedenen Videos auf der Plattform YouTube. Die meisten Klicks unter Österreichs Corona-Impfskeptikern, die „in sozialen Medien mobil machen“, erhielt laut einem Beitrag von Christof Mackinger 2020 in der Tageszeitung Der Standard Arvay mit seinen „reißerischen“ Videos. „Bis zu 1,5 Millionen Mal wurden seine YouTube-Beiträge mit Titeln wie ‚Ist der Corona-Impfstoff gefährlich und unwirksam?‘ angeklickt. Je wilder die Gerüchte, desto mehr Aufrufe“, schlussfolgerte Mackinger. Ebenfalls 2020 sah Barbara Tóth in einem Artikel in Falter Arvay als „klassischen Corona-Trittbrettfahrer“, der Kritik an den Maßnahmen zur Eindämmung des Coronavirus auch als Geschäftsmodell nutze. Dies bewertete Mira Landwehr von der Zeitung Jungle World ähnlich. Arvay reite „auf der Welle der vermeintlich alternativen Covid-19-Berichterstattung, um sein neuestes Buch […] zu bewerben.“ Es sei „überaus fraglich, ob Arvays Studium der Landschaftsökologie und Pflanzenwissenschaften ihn dazu qualifiziert, eine komplexe medizinische Gefahrenabschätzung zu leisten“. Die Szene der Impfgegner und „‚Verschwörungstheoretiker‘“ erfreue „das oberflächlich wissenschaftlich erscheinende Auftreten des Autors, auf den sie ihre Verschwörungsfantasien stützen können.“ Arvay betone in seinen Videos, weder „Impfgegner“ noch „Verschwörungstheoretiker“ zu sein, mache sich jedoch die „Kampfbegriffe“ dieser Szene zu eigen. Dazu passe auch sein „exzessives Gerede“ von der vermeintlichen Übermacht von Bill Gates und dessen Interessen bezüglich eines Impfstoffs.
Zu Arvays Corona-Impfkritik schrieb der Wissenschaftsredakteur Fabian Schmidt bei der Deutschen Welle, Arvay zeichne ein Narrativ, nach dem die Pharmaindustrie und Bill Gates den Impfstoff aus Profitstreben um jeden Preis auf den Markt bringen wollten und dabei die Gesundheit der Patienten aufs Spiel setzten. Der Virologe Stephan Becker, der an der Impfstoffstudie des Vakzins AZD1222 (AstraZeneca) in den frühen Phasen beteiligt war, teilte Arvays Eindruck einer mangelnden Sorgfalt nicht. Für ihn zeigten die Versuchsdaten bei Tieren und Menschen eine erwünschte Immunantwort auf diesen Impfstoff. Becker hielt im Gegensatz zu Arvay die bisher gezeigten Nebenwirkungen unter Umständen für akzeptabel, riet aber, genau abzuwägen, ob das Risiko für einen Patienten den Schutz vor einer Coronavirusinfektion überwiege.
Pamela Dörhöfer, Wissenschaftsredakteurin der Frankfurter Rundschau, rezensierte Arvays Buch Corona-Impfstoffe. Rettung oder Risiko?, das Anfang 2021 erschien. Dieses habe ihm neben Erfolg auch Anfeindungen und Kritik beschert. Er würdige in seinem Buch zwar die kritischen Aspekte mehr als die Vorteile der neuen Impfstoffe, seine Ausführungen basierten aber weder auf Fake News noch unheilschwangeren Andeutungen. Der Arzt und Pharmakologe Wolf-Dieter Ludwig beschrieb das Buch gegenüber der Frankfurter Rundschau als „gute, sachlich geschriebene und sorgfältig recherchierte Informationsquelle“, auch wenn er nicht alles darin teile und die Zulassungsprozesse anders beurteile. Der Arzt Jan Oude-Aost kam in seiner Rezension im Blog der Gesellschaft zur wissenschaftlichen Untersuchung von Parawissenschaften (GWUP) hingegen zu einer kritischen Bewertung von Arvays Buch. Arvay stelle demnach „selektive Ergebnisse“ dar („Cherry picking“), die nicht den „aktuellen wissenschaftlichen Stand“ wiedergäben. Den Experten, die Arvay als „Kronzeugen seiner Behauptungen“ anführe, fehle in vielen Fällen ein angemessener fachlicher Hintergrund. Einige Aussagen von Arvay seien richtig. Wenn man den „relevanten medizinischen Kontext“ berücksichtige, seien sie jedoch nicht mehr relevant oder die Schlüsse, die er ziehe, seien falsch. Außerdem würde Arvay sich zwar das Risiko der Impfstoffe genau ansehen, nicht jedoch den Nutzen, den diese hätten.
Laut Deutschlandfunk sind Zitate aus Arvays Buch über Corona-Impfstoffe „von Impfgegnern und Querdenkern teilweise benutzt, allerdings dabei in der Regel völlig aus dem Zusammenhang gerissen“ worden. Der Podcast Science Cops, welcher zum wissenschaftsjournalistischen Format Quarks des WDR gehört, überprüfte die Thesen von Arvay zur Corona-Impfstoffherstellung, -sicherheit und -wirksamkeit im Juni 2021 im Einzelnen. Ihm wurde hierbei attestiert, ein „Kronzeuge der Impfskeptiker“ zu sein, „Cherry picking“ zu betreiben und „Strohmannargumente“ zu nutzen. Er mache sich zudem durch die „ständige Betonung“ seiner vermeintlichen Expertise ein „Argumentum ad verecundiam“ zunutze, obwohl Arvay hinsichtlich seiner Ausbildung und fehlenden Forschung keine Autorität in Bezug auf Impfstoff sei. Auffällig sei auch die Häufigkeit der Verweise auf sein eigenes Buch. Arvay sorge nicht für Aufklärung, sondern für mehr Verunsicherung. Er sei zwar nicht als klassischer Impfgegner oder Corona-Verharmloser einzuordnen, sondern argumentiere deutlich geschickter als die Querdenker-Szene und mache dabei auch viele korrekte Aussagen. Das Hauptproblem bestehe vielmehr darin, welche Schlüsse er daraus ziehe. Das „System Arvay“ habe somit Ähnlichkeit zu dem der Corona-Leugner. Die behauptete ausgewogene Betrachtung zu einer Impfentscheidung sei zu bezweifeln, was man daran sehe, dass in den Kommentaren zu Arvays Youtube-Videos ihn nur Impfgegner und Coronaverharmloser feierten. Das Portal Volksverpetzer schloss sich dieser Einschätzung vollumfänglich an („Parallelen zur ‚Querdenker‘-Szene“). Zu einem Video Arvays zu angeblich „bedenklichen Langzeitwirkungen“ wegen einer „Reprogrammierung“ des Immunsystems durch mRNA-Impfstoffe wurde in Faktenchecks von Quarks Science Cops und Correctiv jeweils das Fazit gezogen, Arvay interpretiere die vorgestellte Studie auf irreführende Weise und die verantwortlichen Forscher widersprächen dieser Interpretation klar. Einer der Studienautoren bezeichnete Arvays Schlussfolgerungen als „übertrieben“. Das Phänomen sei auch von anderen Impfstoffen sowie Virusinfektionen bekannt. Das sei jedoch nichts Negatives oder Gefährliches, die Studie sei kein Beleg, dass die Impfung gesundheitsschädlich sei. Auch der Faktencheck des österreichischen Vereins Mimikama bezeichnet die Aussagen Arvays zu dieser Studie zwar als richtig, die daraus gezogenen Schlussfolgerungen aber als falsch.
Der Epidemiologe Alexander S. Kekulé warnte davor, „Fehlinformationen“ im Internet zu folgen, und bezog sich dabei auf eine Interpretation von Studienergebnissen durch Arvay zu infektionsverstärkenden Antikörpern (ADE). Arvay sei nach Kekulés Einschätzung extrem erfolgreich darin, mit nicht lauteren Mitteln Ängste zu schüren.
Unter dem Titel Clemens Arvay & Co: Die Impfangstmacher schrieb der Wissenschaftsredakteur des Standard, Klaus Taschwer, dass Arvay als einer der Wortführer der Impfskeptiker zur schlechten Impfquote in Österreich beigetragen habe. Arvay schaffe es „meist gekonnt, seine Behauptungen zu den möglichen Risiken der Impfungen mit einseitig ausgewählten und oftmals verzerrt wiedergegebenen Studien zu begründen – und so an der schwer zu ziehenden roten Desinformationsgrenzlinie hart vorbeizuschrammen“. Diese „typische Mischung aus Seriosität durch Fußnoten und verzerrender Studieninterpretation“ gilt laut Taschwer auch für Arvays Buch über Corona-Impfstoffe. Dieses enthalte zwar „zunächst durchaus brauchbare Informationen über die Funktionsweise der Impfstoffe“, danach dominierten jedoch „alle möglichen und unmöglichen Risikoaspekte“. Da von dem Buch innerhalb eines halben Jahres 150.000 Exemplare verkauft worden seien (Stand: August 2021), sei in Arvays „verantwortungsloser Impfangstmache“ auch ein Geschäftsmodell zu sehen, das auf Verunsicherung beruhe.
Laut Der Standard gab Arvay Ende Jänner 2023 bekannt, dass er vom Thema Corona und Covid-Impfungen Abstand nehmen und sich wieder seinen früheren Interessen – Ökologie und Immunsystem – zuwenden wollte. Sein neues Buch beschäftige sich mit dem Thema „Selbstversorgung“ und autarkes Leben.

## Veröffentlichungen
Bücher
- Fruchtgemüse. Alte Sorten und außergewöhnliche Arten neu entdeckt. Leopold Stocker Verlag, Graz 2011, ISBN 978-3-7020-1307-3.
- Der große Bio-Schmäh. Wie uns die Lebensmittelkonzerne an der Nase herumführen. Ueberreuter Verlag, Wien 2012, ISBN 978-3-8000-7528-7.
- Friss oder stirb. Wie wir den Machthunger der Lebensmittelkonzerne brechen und uns besser ernähren können. Ecowin Verlag, Salzburg 2013, ISBN 978-3-7110-0030-9.
- Mit Roland Düringer: Leb wohl, Schlaraffenland! Die Kunst des Weglassens. Verlag Edition a, Wien 2013, ISBN 978-3-99001-065-5.
- Hilfe, unser Essen wird normiert! Wie uns EU-Bürokraten und Industrie vorschreiben, was wir anbauen und essen sollen. Redline Verlag, München 2014, ISBN 978-3-86881-522-1.
- Der Biophilia-Effekt. Heilung aus dem Wald. Mit einem Vorwort von Ruediger Dahlke. Edition a, Wien 2015, ISBN 978-3-99001-113-3.
- Mit Mariya Beer: Das Biophilia-Training. Fitness aus dem Wald. edition a, Wien 2016, ISBN 978-3-99001-160-7.
- Der Heilungscode der Natur. Die verborgenen Kräfte von Pflanzen und Tieren entdecken. Riemann Verlag, München 2016, ISBN 978-3-570-50201-3.
- Biophilia in der Stadt. Wie wir die Heilkraft der Natur in unsere Städte bringen. Mit einem Vorwort von Gerald Hüther. Goldmann Verlag, München 2018, ISBN 978-3-442-31482-9.
- Mit den Bäumen wachsen wir in den Himmel. Autistische Kinder mit der Heilkraft des Waldes fördern. Goldmann Verlag, München 2019, ISBN 978-3-442-15989-5.
- Mit Theresia Fastian und Irmtraud Weishaupt-Orthofer: Kürbis und Kernöl: Sorten, Anbau, Genuss. Leopold Stocker Verlag, Graz, Stuttgart 2019, ISBN 978-3-7020-1816-0.
- Wir können es besser. Wie Umweltzerstörung die Corona-Pandemie auslöste und warum ökologische Medizin unsere Rettung ist. Mit einem Geleitwort von Andreas Sönnichsen. Bastei Lübbe / Quadriga, Köln 2020, ISBN 978-3-86995-103-4.
- Corona-Impfstoffe: Rettung oder Risiko? Wirkungsweisen, Schutz und Nebenwirkungen der Hoffnungsträger. Bastei Lübbe / Quadriga, Köln 2021, ISBN 978-3-404-07499-0.
- Die Naturgeschichte des Immunsystems. Bastei Lübbe / Quadriga, Köln 2022, ISBN 978-3-86995-119-5.
- Mit Alessandra Moog: In Zukunft selbstversorgt: Wegweiser in ein autarkes Leben. Bastei Lübbe / Quadriga, Köln 2023, ISBN 978-3-431-07046-0.

Sonstige (Auswahl)
- Updating the biophilia hypothesis in the context of forest medicine. In: Dieter Kotte, Won Sop Shin, Li Qing (Hrsg.): International Handbook of Forest Therapy. Cambridge Scholars Publishing, Cambridge 2019, ISBN 978-1-5275-3955-6, S. 32–41 (englisch, Online).
- Eco-Psychosomatics – The Link between Natural Habitats and Human Health. In: Dieter Kotte, Won Sop Shin, Qing Li (Hrsg.): International Handbook of Forest Therapy. Cambridge Scholars Publishing, Cambridge 2019, ISBN 978-1-5275-3955-6, S. 42–47 (englisch, Online).
- Ökopsychosomatik – Naturerfahrung in der Präventiv- und Komplementärmedizin. In: Erfahrungsheilkunde. Band 69, Nr. 3. Thieme, 2020, ISSN 1439-4294, S. 170–176, doi:10.1055/a-1170-8826.